# حسین طیبی
حسین طیبی بیدگلی ؛ (زاده ۲۹ سپتامبر ۱۹۸۸) بازیکن فوتسال اهل ایران است که برای باشگاه پالما اسپانیا و تیم ملی ایران بازی می‌کند طیبی درحال حاضر کاپیتان تیم ملی فوتسال ایران می باشد.

## زندگی شخصی
وی از خانواده‌ای مشهدی است، متولد مشهد ساکن کشور پرتغال است.  به غیر از حسین ، برادر بزرگترش حمید نیز به فوتسال روی آورد.
نکته مهم : او در تاریخ بیستم فروردین ۱۴۰۴ شمسی ، ساعت ۲۳:۳۰ دقیقه ، با حضور در برنامه هزارویک شبکه نسیم صداوسیمای جمهوری اسلامی ایران ، در پاسخ به پرسش مجری برنامه ، محسن کیایی ، گفت که متولد و اهل مشهد است و به قول خودش : با اینکه نیشابوری‌ها را دوست دارد ، ولی نه در نیشابور به دنیا آمده و نه زندگی کرده است.
حتی او به مطلب منتشر شده در ویکیپدیای فارسی که او را متولد و اهل نیشابور معرفی کرده ، اشاره کرد و آن را رد کرد.

## غیرت قزاقستان
غیرت با گلزنی فوتسالیست ملی‌پوش ایرانی خود موفق به پیروزی برابر آیط و قهرمانی در جام حذفی قزاقستان شد.

## جام باشگاه‌های آسیا
دیدار رده‌بندی فوتسال جام باشگاه‌های آسیا بین دو تیم تای‌سون‌نام و الریان قطر برگزار شد که در نهایت تیم تای‌سون‌نام که میزبان این دوره از مسابقات است، با نتیجه پرگل ۶ بر یک مقابل حریفش پیروز شد. به این ترتیب نماینده ویتنام عنوان سومی را از آن خود کرد.

## جام باشگاه‌های اروپا
در دیدار رده‌بندی، غیرت قزاقستان، مقابل گازپروم روسیه قرار گرفت و با نتیجه مساوی ۵ بر ۵ به پایان رسید و بازی به ضربات پنالتی کشیده شد.
در ضربات پنالتی  این تیم به مقام سوم مسابقات دست یافت.
در دیدار فینال، پالما اسپانیا، مقابل اسپورتینگ پرتغال قرار گرفت و با نتیجه مساوی ۱ بر ۱ به پایان رسید و بازی به ضربات پنالتی کشیده شد. 
در ضربات پنالتی این تیم به مقام قهرمانی دست یافت.

## افتخارات
باشگاهی:
- نایب قهرمانی جام باشگاه‌های آسیا ۲۰۱۳ همراه با گیتی پسند
- قهرمان لیگ برتر ۹۱ همراه با گیتی پسند
- سومی جام باشگاه های آسیا با نایومین
- قهرمانی جام آرمینکو با غیرت قزاقستان
- سومی جام باشگاه های فوتسال اروپا با تیم غیرت قزاقستان
- قهرمانی جام حذفی و لیگ برتر با غیرت قزاقستان
- نایب قهرمانی جام باشگاه های فوتسال اروپا با تیم غیرت قزاقستان
- قهرمانی جام باشگاه های فوتسال اروپا با تیم پالما

## خارج از فوتسال
حسین طیبی زمان‌هایی که در ایران و مشهد حضور دارد در امور خیریه حضور فعال دارد .
در آخرین بازدید حسین طیبی از موسسه خیریه شهید کامیاب گناباد حضور یافت و همچنین در بازی خیریه ای در شهر گناباد شرکت کرد.